# Яр Берестовий
Яр Берестовий — балка (річка) в Україні у Чигиринському районі Черкаської області. Права притока річки Чутки (басейн Дніпра).

## Опис
Довжина балки приблизно 4,87 км, найкоротша відстань між витоком і гирлом — 4,12  км, коефіцієнт звивистості річки — 1,18 . Формується декількома струмками та загатами.

## Розташування
Бере початок на північно-східній стороні від села Сніжкове. Тече переважно на північний захід через село Стецівку і впадає у річку Чутку, праву притоку річки Тясмину.

## Цікаві факти
- У XX столітті на балці існували вівце-тваринна ферма (ВТФ), газгольдер та вітряний млин[2].